# Adolf Stern (Schachspieler)
Adolf Stern (* 25. Dezember 1849 in Grünstadt; † 24. August 1907 in Mannheim) war ein deutscher Schachspieler.
Er war das mittlere von drei Kindern des jüdischen Kaufmanns Jacob Stern und dessen Frau Babette Caroline. Der Vater verstarb früh, hinterließ aber ein beträchtliches Erbe, so dass die Familie keine materiellen Sorgen leiden musste.
Wann Stern das Schachspielen erlernte, ist nicht genau bekannt. Erstmals in Erscheinung trat er Anfang 1870 durch einen Wettkampfsieg gegen den ansonsten nicht weiter bekannten Dr. Erlenmeyer aus München. Vier Partien dieses Wettkampfes wurden 1873 in der Deutschen Schachzeitung veröffentlicht. Daraufhin wurde er als talentierter Nachwuchsspieler zur Teilnahme am stark besetzten internationalen Turnier in Baden-Baden 1870 zugelassen. Stern musste allerdings nach nur vier Runden abreisen, da er als Reservist zur bayerischen Armee eingezogen wurde. Er verlor in dem Turnier jeweils zwei Partien gegen Johannes Minckwitz und den späteren Weltmeister Wilhelm Steinitz. Allerdings stand er gegen beide in seinen Weißpartien auf Gewinn, verlor jedoch durch Überschreiten der Bedenkzeit. Seine Gegner erklärten sich einverstanden, die Partien trotzdem zu Ende zu spielen. Die Partie gegen Minckwitz konnte Stern gewinnen, gegen Steinitz erzielte er ein Remis.
Stern nahm als Soldat am Deutsch-Französischen Krieg teil und schrieb in dieser Zeit drei Leserbriefe an die Deutsche Schachzeitung, in denen er unter anderem über einen Besuch des berühmten Café de la Régence in Paris berichtete. Nach dem Krieg nahm er im August und September 1871 an den Schachkongressen in Wiesbaden und Bad Ems teil, wo er jeweils den zweiten Platz unter fünf Teilnehmern belegte. Im Dezember 1873 eröffnete er in Mannheim zusammen mit seinem jüngeren Bruder Ferdinand ein Geschäft und zog sich weitgehend vom aktiven Turnierspiel zurück. Beim Schachkongress in Frankfurt am Main 1878 versuchte er ein Comeback, belegte allerdings mit 2 Punkten aus 9 Partien nur den vorletzten Platz.
1873 gab er in seiner Eigenschaft als Sekretär des Mannheimer Schachvereins den Anstoß zur Gründung eines Südwestdeutschen Schachbundes. Bis zur Realisierung dieses Vorschlags vergingen sechs Jahre. 1879 organisierte Stern dann den ersten Kongress des Südwestdeutschen Schachbundes in Heidelberg und wurde dessen erster Präsident. 1882 wurde er zum Ehrenpräsidenten ernannt. Von 1886 bis 1889 war er Redakteur der wöchentlich erscheinenden Südwestdeutschen Schachzeitung. Dort berichtete er auch von einigen freien Partien, die er unter anderem bei Kuraufenthalten im Seebad Ostende spielte.
Ab 1889 zog er sich völlig aus der Öffentlichkeit zurück und starb im Alter von 57 Jahren. Er blieb ledig und kinderlos.
Seine beste historische Elo-Zahl war 2483 im August 1872.